# Calixto de la Torre
Calixto S. de la Torre (Córdoba, 16 de septiembre de 1847 - Buenos Aires, 3 de diciembre de 1915) fue un abogado y político argentino, que fue miembro de la Corte Suprema  de Justicia de la Nación y Ministro de Justicia e Instrucción Pública de su país a fines del siglo XIX, durante la presidencia de Julio A. Roca.

## Biografía
Estudió en el Colegio de Monserrat y la Universidad de Córdoba, donde se doctoró en jurisprudencia en 1870.
Desempeñó cargos públicos tales como Defensor de Pobres y Menores, juez de primera instancia en lo Civil y Comercial, y participó en la reforma de la constitución de su provincia natal. En 1873 fue nombrado Juez Federal en la ciudad de Mendoza, cargo en el que le tocó juzgar los hechos de la revolución de 1874 y sus responsables políticos y militares. Más tarde fue miembro y presidente de la convención que reformó la constitución de la provincia de Mendoza y fue el redactor del Código de Procedimientos Civiles de esa provincia. Más tarde fue juez federal en la ciudad de Rosario.
En mayo de 1886 fue nombrado para integrar la Corte Suprema Corte de Justicia de la Nación. Dejó escritos decenas de fallos que fueron utilizados como fuente de jurisprudencia posterior.
En 1892, el presidente Luis Sáenz Peña, que también había sido juez, lo nombró Ministro de Justicia e Instrucción Pública de la Nación, con la intención de reorganizar la justicia federal, que aún se resentía de los efectos de la crisis económica del 90 y de la Revolución del Parque. Su gestión estuvo opacada por la inestabilidad política que afectó a todo el gobierno de Sáenz Peña, y terminó por presentar su renuncia en marzo del mes siguiente.
En años posteriores fue senador nacional por la provincia de Córdoba, miembro de la convención reformadora de la Constitución Nacional, y dictó cátedra en la Facultad de Derecho de la Universidad de Buenos Aires.
Falleció en Buenos Aires en 1915. Su hijo Jorge de la Torre fue también Ministro de Justicia e Instrucción Pública, durante la presidencia de Agustín Pedro Justo.